# Oedematopoda
Oedematopoda é um gênero de traça pertencente à família Agonoxenidae.